# Protestas en Malta de 2019-2020
Las protestas en Malta, también conocidas como «Crisis política en Malta de 2019», «Crisis de la democracia en Malta», «Revolución estudiantil de Malta» o «Revolución de 2019», son una serie de manifestaciones en curso que comenzaron el 20 de noviembre de 2019, en La Valeta y otros centros urbanos. Las protestas han pedido renuncias de políticos por presunta implicación de autoridades en el asesinato de la periodista Daphne Caruana Galizia surgido tras el arresto del empresario Yorgen Fenech. Las manifestaciones lanzan arengas contra la corrupción política y la falta de acción sobre el lavado de dinero. Las protestas no tienen precedentes en la historia del país desde su independencia.
El evento ha consistido en una serie de manifestaciones, marchas, sentadas y desobediencia civil. El gobierno maltés ha sido acusado de utilizar tácticas de intimidación contra manifestantes y periodistas. El primer ministro Joseph Muscat anunció el 1 de diciembre que renunciaría el 12 de enero de 2020. La familia Caruana Galizia, partidos políticos, observadores de la Unión Europea, académicos, ONGs, sociedad civil, la Universidad de Malta, sindicato de estudiantes, exasesores gubernamentales, organizaciones industriales y sindicatos organizados de negocios están pidiendo su renuncia antes del fin de 2019.
Los manifestantes y la familia de Caruana Galizia han acusado a Muscat de tratar de proteger a los miembros de su círculo íntimo de las investigaciones. Expertos constitucionales, organismos legales y otros representantes han afirmado que la decisión de Muscat de permanecer en el cargo hasta enero, y tener un receso parlamentario de seis semanas en Navidad, ha llevado a una crisis constitucional e institucional sin antecedentes. Las empresas se han visto afectadas negativamente tanto por la crisis, como por las protestas, mientras que las principales asociaciones industriales e instituciones han expresado su preocupación por el impacto económico de la agitación política. Los organizadores han impugnado las afirmaciones de que las protestas han sido violentas de alguna manera, mientras que un portavoz oficial dijo que algunos manifestantes «recurrieron a la violencia, el abuso y la incitación».

## Contexto

### Pedido de justicia por la muerte de Daphne Caruana Galizia

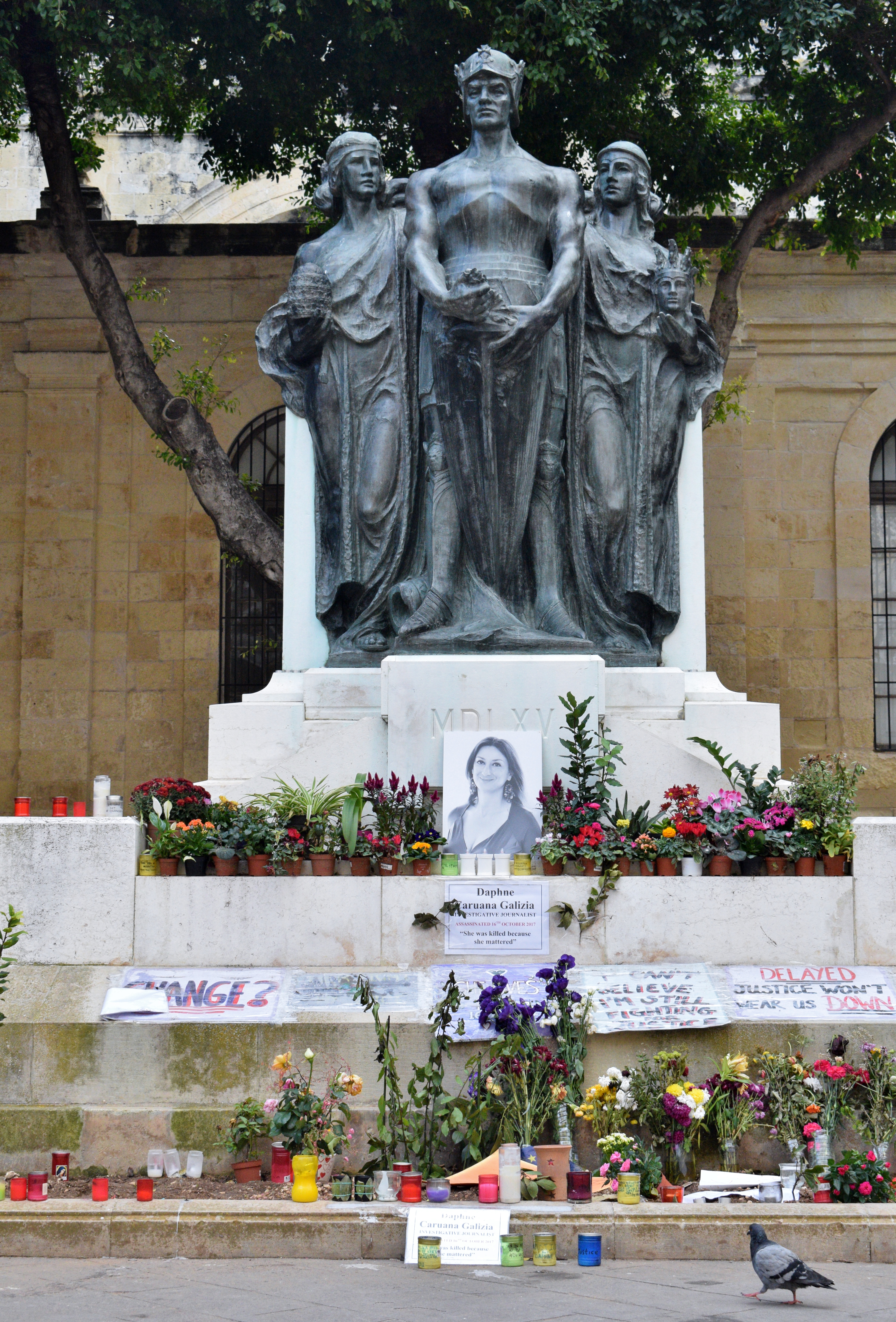
Ofrendas de noviembre de 2017 en un monumento de La Valeta ante el asesinato de Daphne Caruana Galizia en abril del mismo año.

Para noviembre de 2019, las organizaciones de la sociedad civil habían estado organizando protestas, marchas y manifestaciones contra la apertura de compañías secretas de Panamá por parte de funcionarios malteses durante años. Las protestas de la sociedad civil, algunas de ellas espontáneas, adquirieron un significado adicional después del asesinato de Daphne Caruana Galizia en 2017. Una serie de protestas y vigilias mensuales en recuerdo de Caruana. Las organizaciones de la sociedad civil retuvieron la memoria de Galizia cada décimo sexto día del mes a partir de octubre de 2017 en adelante. A medida que se acercaba el segundo aniversario del asesinato, la sociedad civil organizó una marcha de protesta, con la Embajada de los Estados Unidos emitiendo una declaración para reiterar su oferta de ayudar a los investigadores malteses, y el gobierno de los Países Bajos diciendo que «No puede haber democracia sin una prensa libre e independiente. Deje que se haga justicia para el periodismo y sirva de ejemplo para todos». Expertos neerlandeses estaban ayudando a las investigaciones maltesas. Muscat insistió en que la prensa malinterpretó la declaración de la embajada de Estados Unidos.

### Caso 17 Black
El 11 de noviembre de 2019, el jefe de gabinete del primer ministro Joseph Muscat, Keith Schembri, abandonó un caso de difamación contra Simon Busuttil para evitar testificar sobre el caso 17 Black, una compañía fantasma propiedad del inversionista de la central eléctrica y heredero del grupo Tumas de Yorgen Fenech, después de ser forzado hacerlo por los tribunales. Muscat apoyó la decisión de Schembri de no testificar, diciendo que también se había sentado con la familia Caruana Galizia para llegar a un acuerdo sobre una investigación pública sobre su asesinato.

### Detención de intermediarios
El 19 de noviembre de 2019, Muscat anunció que había escrito a un supuesto intermediario en el caso de asesinato de Caruana Galizia, ofreciendo un perdón, después de su arresto durante la semana anterior en un caso separado. Muscat afirmó que este fue «el principio del fin» de la investigación». A principios del 20 de noviembre de 2019, un prominente empresario maltés y heredero del grupo Tumas, Yorgen Fenech, fue interceptado en el mar por una lancha patrullera de las Fuerzas Armadas de Malta, mientras supuestamente intentaba huir del país. Fenech estaba vinculado con 17 Black, una compañía secreta con planes de pagar $ 5,000 por día a dos compañías panameñas propiedad del Jefe de Gabinete Keith Schembri y el ministro Konrad Mizzi.

## Protestas

### 21 de noviembre
El 20 de noviembre, grupos de la sociedad civil anunciaron una protesta frente al Albergue de Castilla, residencia oficial del Primer Ministro, pidiendo la renuncia de Joseph Muscat. En su declaración, los grupos dijeron que Muscat debería haber exigido las renuncias de Schembri y Mizzi cuando sus nombres aparecieron por primera vez en el comunicado de 2016 de los Panamá Papers. Los grupos dijeron que no invitaron al Partido Nacionalista, ni a ningún otro partido, a la manifestación, pero que no se opondrían a nadie que quisiera unirse. Al final de la protesta, los manifestantes caminaron hacia el improvisado monumento a Caruana Galizia al pie del Gran monumento de asedio. Los presentes se reunieron fuera del Parlamento y gritaron "barra, barra" (fuera, fuera) y "Mafia, Mafia" a los políticos del gobierno. Al mismo tiempo, los parlamentarios de la oposición abandonaron el Parlamento por el hecho de que Muscat no destituyó a Schembri y Mizzi. A medida que aumentaba la presión por sus renuncias, Muscat insistió en que no estaba protegiendo a nadie. Muscat reiteró que no había indicios de vincular a los políticos con el asesinato de Caruana Galizia, además de  admitir que las preguntas sobre los "planes de negocios" de Schembri con Fenech eran legítimas. Los manifestantes también se reunieron en las calles alrededor de los edificios del Parlamento, interrumpiendo e impidiendo que varios autos de ministros salgan del área. El automóvil del ministro de Justicia Owen Bonnici fue blanco de los manifestantes cuando salió del parlamento, y el ministro describió cómo se encontraba junto a la fuerza policial, dos de los cuales sufrieron heridas leves en el desempeño de sus funciones. En un comunicado, el presidente Anġlu Farrugia dijo que se deben tomar medidas contra aquellos que exceden los límites, incluso mediante el uso de la violencia.

### 22 de noviembre
El 21 de noviembre, se convocó otra protesta para el 22 de noviembre frente a Castilla. Los grupos organizadores declararon que Muscat tenía que asumir la responsabilidad política porque si Muscat no hubiera dejado de remover al jefe de gabinete Keith Schembri y al ministro de Turismo Konrad Mizzi, "Daphne Caruana Galizia aún estaría viva". Los grupos dijeron que "para proteger a sus amigos, Joseph Muscat [...] sofocó el estado de derecho, permitió sembrar la impunidad y, como resultado, vio a Malta cosechando violencia". Se pidió a los diputados honestos de ambos lados del Parlamento, eliminar "los corruptos y los cómplices de los asesinos" mientras se embarca en una "limpieza de la vida pública" en Malta.
Miles de manifestantes se reunieron frente al Albergue de Castilla, renovando los llamados al Primer Ministro Muscat para que renunciaran, diciendo que la justicia para Daphne Caruana Galizia estaba siendo sofocada. Los organizadores pidieron calma, luego de que un policía resultó herido el miércoles durante una protesta similar.

### 25 de noviembre
Se convocó otra protesta para el 25 de noviembre de 2019. Ese día, la presión continuó aumentando para la renuncia de Mizzi y Schembri, con miembros del gabinete comentando públicamente sobre la necesidad de que el país no proteja a asesinos y lavadores de dinero, mientras que la reputación de Malta sufría daños "casi irreparables". Ante la presión, Mizzi insistió en "Me mantengo erguido ... no tengo nada que ver con este caso", mientras Schembri se negó a comentar. Se arrojaron billetes falsos de 5.000 euros al Parlamento, mientras que manifestantes pacíficos corearon " barra " [fuera] y "ħallelin, postkom ġo Kordin (que traducido dice: ladrones, ustedes pertenecen a la prisión)". Tres filas de barricadas de acero mantuvieron a los manifestantes alejados del Parlamento, mientras que el primer ministro Joseph Muscat se burló después de salir del parlamento al final de la sesión parlamentaria del lunes por la noche.

### 26 de noviembre

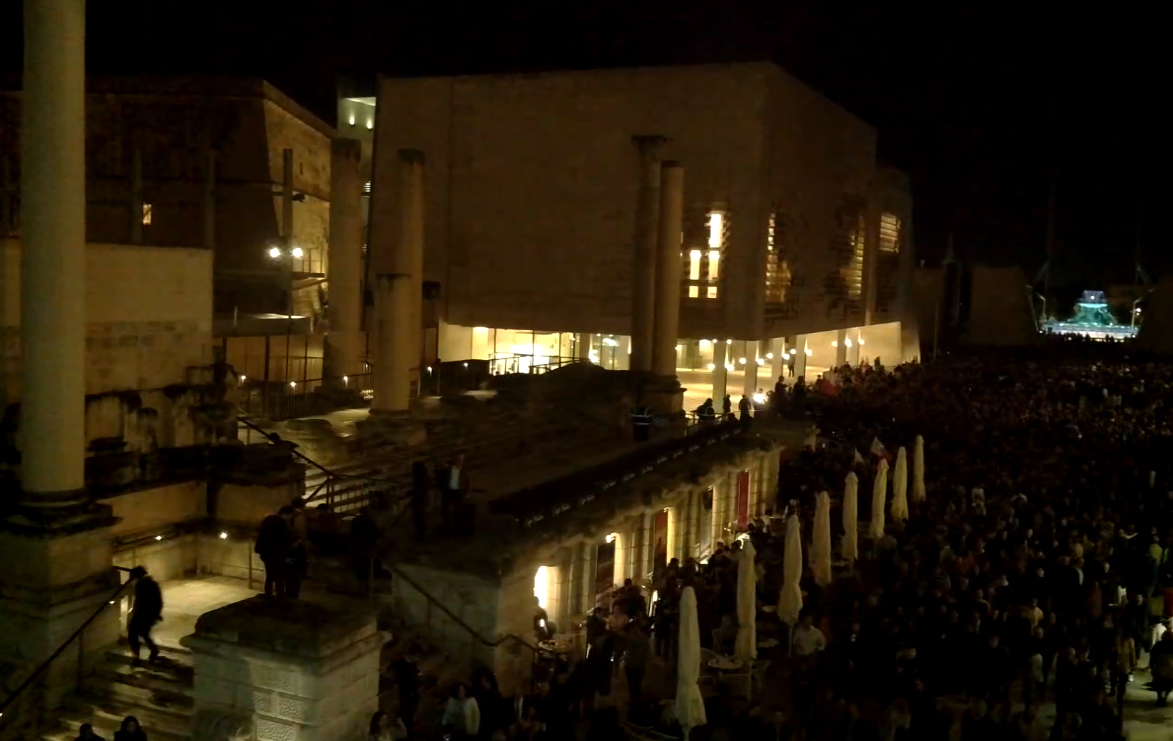
Exterior de la Casa del Parlamento con manifestaciones pidiendo la dimisión del primer ministro Joseph Muscat.

Mientras continuaba la investigación sobre el asesinato de Caruana Galizia, luego de más presiones, primero Schembri y luego Mizzi renunciaron a su cargo. Schembri se enfrentó a preguntas de la policía sobre las acusaciones de su participación en el caso Caruana Galizia. Otro ministro, Chris Cardona, se suspendió a raíz de otras investigaciones policiales. El primer ministro Muscat agradeció a Schembri y dijo: "Agradezco a Keith por su arduo trabajo, desempeñó un papel crucial". Una protesta se llevó a cabo junto al Parlamento, horas después de estas renuncias políticas. El Parlamento descendió brevemente al caos cuando los parlamentarios de la oposición gritaron "mafia" en los bancos del gobierno, el ministro de Asuntos Exteriores Carmelo Abela y el secretario parlamentario para el anciano Anthony Agius Decelis fueron restringidos por sus colegas parlamentarios laboristas después de que cruzaran el piso. Fueron criticados por parlamentarios nacionalistas opositores que gritaban "ladrones, mafia". El primer ministro Joseph Muscat intentó calmar a los parlamentarios, pero las escenas caóticas aumentaron cuando ingresó al parlamento. Las renuncias provocaron una crisis gubernamental. Cientos de personas reunidas afuera gritaron "vergüenza" y "asesinos", con la multitud enojada arrojando coches y monedas ministeriales con sus huevos y monedas al salir. Muscat fue protegido por los agentes de seguridad cuando salía de camino a una reunión ejecutiva laborista en Hamrun. Los manifestantes llevaban pancartas, bengalas, tambores, megáfonos y banderas para transmitir su mensaje y gritaban: "Daphne tenía razón". La protesta luego se trasladó desde fuera del parlamento a Castille Place, donde Manuel Delia, uno de los organizadores, y otros oradores se dirigieron a los manifestantes. Los manifestantes juraron que protestarían hasta la renuncia de Muscat.

### 27 de noviembre
Otra manifestación convocada para el miércoles 27 de noviembre comenzó como una marcha de protesta, que terminó frente a Castilla. Esta fue la quinta protesta en menos de una semana. tras los disturbios del 26 de noviembre, se colocaron barricadas de acero frente al parlamento, Albergue de Castilla y en la calle de los comerciantes, mientras la policía reforzaba la seguridad antes de la protesta planificada para el 27 de noviembre. En el día, los dos principales partidos políticos anunciaron reuniones masivas para el 1 de diciembre, con varios miembros de la sociedad civil y miembros de la familia Caruana Galizia pidiendo a las personas que se mantuvieran alejadas de las manifestaciones organizadas por los partidos políticos. Ambos eventos fueron finalmente cancelados.
El Instituto de Periodistas Malteses hizo un llamamiento a la policía para comenzar a emitir conferencias de prensa para actualizar a periodistas y medios de comunicación sobre los desarrollos en el caso Caruana Galizia. La sociedad civil había cuestionado repetidamente por qué las noticias sobre la investigación se filtraron desde Muscat, y no desde portavoces oficiales de la policía.
Después de la manifestación principal, los manifestantes bloquearon el tráfico en Floriana y exigieron nuevas renuncias.

### 28 de noviembre
Una protesta no anunciada se llevó a cabo el 28 de noviembre, luego de informes de la liberación de Schembri. Fenech había afirmado que Schembri era responsable del asesinato de Caruana Galizia en octubre de 2017.

### 29 de noviembre
En las primeras horas de la mañana del 29 de noviembre, después de la protesta que comenzó en la noche del día anterior, funcionarios de seguridad desconocidos se enfrentaron con manifestantes y periodistas encerrados bajo llave en el Salón de Embajadores en Albergue de Castilla. Los periodistas malteses y extranjeros se mantuvieron en contra de su voluntad después de asistir a una conferencia de prensa organizada a las 3:00 a. m. Las tensiones aumentaron después de que los funcionarios de seguridad se negaron a identificarse con los periodistas, o decirles por qué no los dejaban salir del edificio. El Instituto de Periodistas Malteses condenó la decisión de mantener a los periodistas encerrados en la Sala de Embajadores.
Profesores y estudiantes universitarios bloquearon partes de la carretera alrededor del skatepark Msida en protesta el viernes 29 de noviembre, en una protesta organizada por el Kunsill Studenti Universitarji (KSU). Sosteniendo pancartas que decían "asesinos", "sangre está en tus manos" y "Muscat kriminal" (Muscat es un criminal), luego trasladaron su protesta sentada a Regional Road.
Se supo que Fenech nombró a Muscat en su primera declaración a la policía. Antes de la protesta, se informó a la policía y se les recordó su deber de proteger a los manifestantes.

### 30 de noviembre
El Movimiento Graffiti, un grupo de extrema izquierda, organizó una protesta por la mañana, con los organizadores diciendo que "no había nada socialista, izquierdista o progresista sobre lo que el gobierno había permitido que sucediera en los últimos años, a pesar de que se suponía que el Partido Laborista era fiel a estos valores." Los manifestantes reiteraron los llamamientos para que Muscat renuncie después de la investigación de Caruana Galizia, y se unieron a su protesta el autor y activista Immanuel Mifsud y Arnold Cassola, entre otros políticos, ONG, académicos y activistas.
Ese día, MaltaToday publicó una foto del jefe de gabinete Keith Schembri con el supuesto intermediario en el complot de asesinato, Melvin Theuma, en la oficina del Primer Ministro en Castilla.

### 1 de diciembre
Miles de personas descendieron a La Valeta el domingo 1 de diciembre exigiendo la renuncia de Muscat. Marchando a gritos "Daphne tenía razón", "Justicia" y "Asesinos", los manifestantes insistieron en que Muscat no era su primer ministro. Cerca de 20 000 manifestantes llenaron Republic Street en La Valeta, con mucho la mayor participación en ese momento en semanas de protestas dirigidas al gobierno de Muscat. Una marcha de protesta comenzó frente al Parlamento a las 16:00 y se trasladó a la plaza frente a los tribunales de justicia, donde los activistas se dirigieron a los manifestantes. La protesta fue la más grande hasta el momento, con la presión creciente sobre Muscat para renunciar. La protesta se produjo horas después de que una reunión de emergencia del grupo parlamentario del Partido Laborista diera a Muscat un reinado libre para decidir sobre su salida. La multitud fue dirigida por el antropólogo Ranier Fsadni, Eve Borg Bonello, una estudiante de 16 años y el expresidente del Partido Nacionalista Mark Anthony Sammut.
En la última hora de la tarde del 1 de diciembre, Muscat anunció su plan de renunciar en la televisión nacional. Muscat declaró que permanecería en el cargo por otros 42 días. Los miembros de la familia Caruana Galizia, la Cámara de Abogados, los expertos en derecho, Moviment Graffitti y otros críticos temen que la insistencia de Muscat en permanecer en el cargo sea un conflicto de intereses con las investigaciones de sospechosos estrechamente relacionados con él. Muscat insistió en que «el caso mostró que las instituciones de Malta funcionan y que todos son iguales ante la ley».
Varios policías vestidos de civil fueron vistos en posiciones estratégicas en La Valeta tomando fotos y filmaciones de los manifestantes, algunos fueron vistos caminando con la multitud y tomando fotos durante la protesta contra la corrupción. La vigilancia policial fue impugnada por una asociación legal, que declaró que continuará documentando tales casos y compartiendo su análisis con Amnistía Internacional y sus homólogos europeos.
Eve Borg Bonello, una oradora de 16 años en la protesta, recibió intimidación por su discurso durante la protesta del 1 de diciembre. Al informar estas amenazas a la policía, un policía le aconsejó a Borg Bonello que «guardara sus opiniones para sí misma». Aunque reconoció que esto podría haber sido un consejo bien intencionado, regresó a la misma estación de policía asistida por un abogado, para presentar un informe policial oficial.

### 2 de diciembre

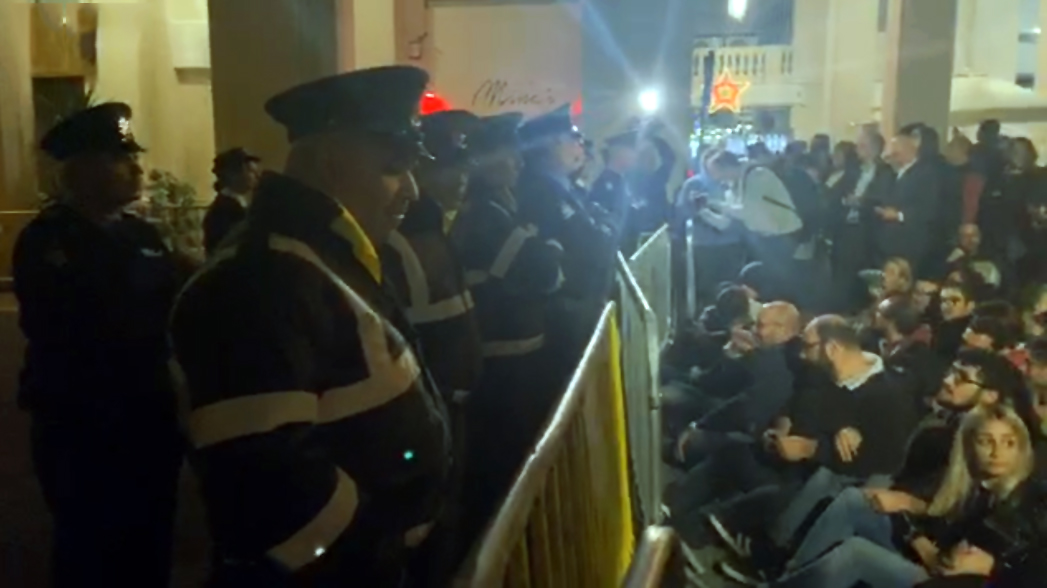
Policía y manifestantes divididos por vallas metálicas de seguridad en la Casa del Parlamento.

El lunes 2 de diciembre de 2019, el acceso a la Plaza de la Libertad de La Valeta fue muy restringido ya que los activistas comenzaron a reunirse frente al parlamento para la protesta nocturna. La policía también pidió a las empresas ubicadas en Republic Street y Ordnance Street que cerraran anticipadamente antes de la protesta. Las autoridades desplegaron cientos de metros de barricadas de acero en la plaza frente al parlamento por la tarde, limitando considerablemente el área en la que los activistas de la sociedad civil podían protestar. Los parlamentarios de la oposición salieron del Parlamento, diciendo que no asistirán a ninguna función con Muscat como primer ministro. Los manifestantes impidieron que los políticos abandonaran el edificio del Parlamento durante la manifestación y exigieron la renuncia del Primer Ministro. Los manifestantes arrojaron zanahorias y huevos, una alusión al sospechoso de asesinato Yorgen Fenech, a los parlamentarios, incluida la ministra de Gozo, Justyne Caruana. Mientras estaban atrapados en el Parlamento, algunos parlamentarios del gobierno comenzaron a tomar selfies y comunicarse con sus seguidores en las redes sociales. Los manifestantes también querían que el Primer Ministro asumiera la responsabilidad política por la muerte de la periodista Daphne Caruana Galizia.
Los tres hijos de Daphne Caruana Galizia estuvieron presentes en la protesta. Los manifestantes bloquearon todas las salidas del Parlamento, atrapando a los parlamentarios durante un par de horas entre Ordnance Street y Freedom Square en Valletta. Los manifestantes se burlaron del PM para que saliera, mientras Muscat pronunciaba su discurso final en el parlamento antes de renunciar en enero de 2020. Al no poder salir de las calles principales alrededor del Parlamento, algunos parlamentarios se vieron obligados a escapar a través de túneles que unían el Parlamento con La Valeta. Zanja. Las luces en la zanja se apagaron para distraer a los manifestantes y su objetivo, con Muscat saliendo del Parlamento desde la salida del sótano. Uno de los organizadores trasladó la protesta a Castilla, y los parlamentarios pudieron abandonar el Parlamento por la multitud.
Un periodista fue agredido por miembros del personal del Secretario Parlamentario de Agricultura, Pesca y Derechos de los Animales, Clint Camilleri, mientras intentaba preguntar si creía que el Primer Ministro debería renunciar de inmediato. En un signo del aumento de la tensión, el diputado nacionalista Karol Aqulina y el diputado laborista Clifton Grima comenzaron a presionarse mutuamente, aunque fueron rápidamente separados por personas que rodeaban a los dos hombres. Luego se dieron la mano.
A unos kilómetros de la protesta, partidarios del gobierno se presentaron en Ħamrun, frente a la sede del Partido Laborista, en una manifestación no oficial en apoyo de Muscat.
El Instituto de Periodistas Malteses condenó la violencia e intimidación hacia los periodistas en la manifestación frente a la sede del Partido Laborista, así como por parte del personal del gobierno durante las protestas de la sociedad civil en La Valeta.

### 3 de diciembre
Temprano el martes 3 de diciembre, los manifestantes saludaron al primer ministro Muscat cuando ingresó a Castilla, pidiendo su renuncia inmediata. Muscat se estaba reuniendo con una delegación de eurodiputados enviados a Malta para una misión urgente después de una crisis política provocada por los acontecimientos en la investigación del asesinato de Caruana Galizia. El Ministro de Justicia Owen Bonnici y Muscat fueron incitados en su camino para reunirse con los eurodiputados en Castilla. La plaza al lado del Albergue de Castilla fue cerrada por barricadas policiales.
Las últimas noticias sugirieron que el Primer Ministro se había mantenido en contacto con Fenech a través de mensajes de texto regulares. Muscat había afirmado haberse reunido por última vez con Fenech hace más de un año, pero el Primer Ministro admitió recientemente al menos una reunión social en febrero de 2019. Fenech envió los mensajes cuando ya era el principal sospechoso bajo investigación, siendo Muscat totalmente informado por los servicios de seguridad.
Nuevas revelaciones de noticias indicaron cómo dos miembros del personal de la Oficina del Primer Ministro supuestamente fueron mencionados en el testimonio del intermediario, con un exmiembro de seguridad de Muscat que intentó transmitir un mensaje a los hombres acusados de asesinar a Caruana Galizia.
Por la noche, los manifestantes se reunieron frente al edificio de la sede de la policía en Floriana. Exigieron que la policía arrestara e interrogara a Keith Schembri, exjefe de gabinete del primer ministro, por su conexión con la investigación del asesinato de Daphne Caruana Galizia. Una copia grande de una carta escrita por el supuesto intermediario en el complot de asesinato se adjuntó a las puertas cerradas de la sede. En él, el intermediario nombró a Schembri y Yorgen Fenech como parte de la trama. Los manifestantes sostenían banderas de la UE y maltesas y algunas veces gritaban "mafia" y lanzaban billetes falsos de 5.000 € exigiendo el interrogatorio de Muscat y el arresto de Schembri. Los manifestantes agradecieron a la policía de turno, particularmente por no poner seis hileras de barricadas frente a los manifestantes, como había sucedido en La Valeta algunos días antes.
El 4 de diciembre, el Parlamento aplazó su tradicional receso navideño en medio de una gran agitación política. Los parlamentarios de la oposición boicotearon las últimas sesiones del Parlamento cuando Muscat se negó a renunciar de inmediato, y el Parlamento aprobó por unanimidad las estimaciones del presupuesto en una sesión de votación maratón. Muscat se tomó una selfie con los parlamentarios del gobierno al final de la sesión.

### 7 de diciembre
Malteses que viven o trabajan en Londres, Reino Unido, organizaron una protesta para el 7 de diciembre en Parliament Square. Frustrados por una sensación de impotencia, los organizadores intentaron llamar la atención internacional sobre la situación en Malta. Docenas de activistas portaban pancartas pidiendo la renuncia inmediata de Muscat. Ese mismo día, Muscat asistió a una audiencia privada con el Papa Francisco en El Vaticano, y la reunión se desplazó de una visita oficial a una audiencia privada después de que se escribieran una serie de protestas y cartas pidiéndole al Papa que no se reuniera con la autoridad maltés. El primer ministro italiano Giuseppe Conte canceló un almuerzo con Muscat, optando por una reunión privada en el Palacio Chigi.

### 8 de diciembre
Se convocó otra protesta para el domingo 8 de diciembre, exigiendo la renuncia inmediata de Muscat y la investigación de todos los nombrados en las investigaciones criminales en desarrollo. La protesta recibió el respaldo de las principales organizaciones de noticias independientes en Malta, en particular Times of Malta, The Malta Independent, MaltaToday, The Shift, LovinMalta, así como organización de la sociedad civil como Aditus, Moviment Graffitti y KSU. Los organizadores de seguridad prepararon menos policías y barreras que en manifestaciones anteriores. Miles caminaron sobre Castilla en una marcha de protesta dirigida por los padres de Caruana Galizia, llevando banderas, pancartas y gritando llamadas de justicia y contra la corrupción. Andre Callus se dirigió a la multitud del Movimiento Graffitti, quien pidió el fin del partidismo ciego que llevó a Malta a esta situación y que la defensa incomparable de Schembri de Muscat dejó un "mal olor" en Castilla. Christian Pace, un activista LGBT, se dirigió a la multitud e insistió en que la comunidad LGBT no era "un eslogan", y que estaba sorprendido de que Muscat siguiera promoviendo los éxitos LGBT de su gobierno hasta sus últimas semanas. Dirigiéndose a la multitud, el excandidato del Partido Nacionalista Norman Vella relacionó las historias que salen de los procedimientos judiciales directamente con la Oficina del Primer Ministro. Con el testimonio de Theuma, ahora estaba claro que se usaron fondos públicos para pagar el asesinato. Cerrando la manifestación, Manuel Delia insistió en que los dos candidatos para el liderazgo del PL habían insultado al país al no disculparse con la familia Caruana Galizia. Muscat, dijo, era un agente de una mafia que no quería que nada cambiara después de su renuncia.

### 9 de diciembre
Temprano en la mañana, Movimiento Graffitti organizó una sentada en Castille exigiendo la renuncia inmediata de Muscat, irrumpiendo en el edificio de la Oficina del Primer Ministro desde una entrada lateral. En una protesta pacífica, alrededor de 25 activistas entraron a Castilla con tambores y silbidos, cantando "vergüenza", "mafia", "delincuentes" y "barra". Los activistas no intentaron ingresar a las áreas de la oficina administrativa, y Muscat no estaba en el edificio. Las oficinas estaban vigiladas por soldados de la AFM, y llegaron más cuando comenzó la protesta, sin intervenir.
Cuando los periodistas llegaron para cubrir la escena, los manifestantes fueron encerrados dentro del hall de entrada, y los fotógrafos y reporteros fueron trasladados por agentes de seguridad. Los oficiales de policía dijeron que estaban actuando por "órdenes". La policía impidió que los miembros de la familia Caruana Galizia se unieran a la protesta, mientras que los manifestantes bloquearon la calle en las afueras de Castilla. Los medios de apoyo gubernamentales informaron que un soldado resultó herido en la sentada después de ser empujado contra una pared, y que un activista había orinado en Castilla. Estas afirmaciones fueron desmentidas y negadas por Movimiento Graffitti.

### 12 de diciembre
Mientras el intermediario en el asesinato de Caruana Galizia estaba testificando en la corte, la comunidad maltesa en Bélgica organizó una protesta frente a la Representación Permanente de Malta ante la Unión Europea en Bruselas. Esto coincidió con la apertura de la cumbre de líderes europeos, a la que asistió el Primer Ministro. Los manifestantes exigieron justicia para el periodista asesinado, en medio de informes de que otros jefes de Estado europeos estaban incómodos con la presencia de Muscat en la cumbre europea. Hubo reclamos que miembros del personal de la embajada también se unieron a la protesta. Un gran cartel de Daphne Caruana Galizia se colocó en la puerta principal.
El Ministro de Justicia, Owen Bonnici, confirmó que Keith Schembri siempre había estado presente en las sesiones informativas sobre el asesinato de Caruana Galizia. Dijo que se sentiría "traicionado" si las acusaciones de que Yorgen Fenech sabía lo que sucedía en esas reuniones eran ciertas.

### 13 de diciembre
El 11 de diciembre, las ONG convocaron una protesta para el viernes 13 de diciembre, coincidiendo con el Día de la República, un feriado nacional en Malta. Insistiendo en que el Día de la República pertenecía al pueblo, las ONG alentaron a las personas a asistir. Se temía que la protesta, coincidiendo con las ceremonias oficiales, chocara con los eventos oficiales que marcaban el día. Durante la noche, un grupo de manifestantes hizo guardia en el monumento improvisado a Caruana Galizia, llevando a cabo una vigilia durante toda la noche, para asegurarse de que los empleados del gobierno no volvieran a retirar el monumento.
Durante la protesta, la presencia policial fue fuerte para garantizar la paz entre los manifestantes y los malteses que celebraban el día de la República, en particular alrededor de Castilla. El presidente George Vella, en su camino al Palacio del Gran Maestro para las ceremonias oficiales, fue recibido con aplausos y abucheos, mientras la multitud protestaba, silbaba y cantaba durante un desfile militar a lo largo de Republic Street. Los manifestantes se alinearon en las calles, desde el Parlamento hasta la Plaza de San Jorge. El presidente fue abucheado y se arrojó dinero falso hacia su automóvil.
Antes de la ceremonia oficial, el presidente Vella hizo un llamado a la unidad, describiendo los eventos actuales como "circunstancias muy particulares", y que Malta era mucho más grande que la "pandilla de personas" que han avergonzado al país.
En un comunicado, Movimiento Graffitti dijo que "los dos principales partidos políticos que ejercen un gran control sobre la sociedad y las instituciones [maltesas], y que priorizan la lujuria de su partido por el poder sobre los intereses del pueblo", pidiendo a todos los malteses que tomen el control. oportunidad de lograr un cambio real, y no superficial.
Varias personas, incluidos soldados que desfilaron el día de las ceremonias oficiales, condenaron el comportamiento deplorable de los manifestantes que faltaron el respeto hacia los miembros de las Fuerzas Armadas de Malta arrojando dinero falso, silbando, gritando e insultando y odiando a los oficiales de las Fuerzas Armadas durante el desfile y especialmente durante la interpretación del himno nacional. “Qué vergüenza para todos ustedes [refiriéndose a los manifestantes]. Nadie debería faltarle el respeto a nuestro Himno Nacional ni a nuestros colores”, escribió el Sargento Mayor de la Guarnición de las Fuerzas Armadas de Malta en las redes sociales.
El ministro del Interior, Michael Farrugia, insistió en que las ONG y los manifestantes no solicitaron un permiso para las protestas en el Día de la República, mientras que una declaración de la policía admitió que se celebraron una reunión entre las ONG y las autoridades policiales dos días antes de las protestas para discutir el papel de la sociedad civil en el funcionario ceremonias Manuel Delia, uno de los organizadores de protestas del 13 de diciembre, inició procedimientos judiciales contra el canal de televisión del Partido Laborista y los periodistas de noticias después de que los manifestantes reclamaran sus protestas y "protestas violentas" contra los atletas de Olimpiadas Especiales. Delia vio la cobertura de noticias como "falsa", "difamatoria y calumniosa" y su objetivo era "ponerlo en peligro".

### 16 de diciembre
El 16 de diciembre, el organizador de la ONG Repubblika solicitó la protección del presidente Vella en vista de una campaña de intimidación, pidiendo la intervención de Vella con las autoridades, para contener la confrontación y confirmar la naturaleza no violenta de las protestas. Los organizadores han dicho que los manifestantes recibieron amenazas de muerte, y le pidieron a Vella que llamara al Comisionado de Policía para obedecer la ley, y han declarado que los miembros de la ONG no "se sienten protegidos por el Comisionado de Policía y toda la fuerza". Una vigilia que marca el 26 ° mes desde el asesinato de Caruana Galizia se llevó a cabo frente al monumento improvisado en La Valeta, con los grupos reafirmando su compromiso de protestar hasta que se hizo justicia para Caruana Galizia y se eliminó la corrupción del gobierno. Dirigiéndose a la multitud, Vicki Ann Cremona advirtió que la misma "campaña de demonización" contra Caruana Galizia se estaba aplicando ahora a las ONG y a los organizadores de protestas reiteradas que pedían la renuncia del primer ministro. Cremona dijo que los activistas fueron acusados falsamente de no respetar a las fuerzas armadas, la policía y un contingente paralímpico en la protesta del 13 de diciembre. Esta calumnia condujo a un "discurso de odio" y amenazas hacia los activistas. Otros oradores incluyeron a Manuel Delia, y miembros del Centro Civil Oportunidad contra el Crimen Organizado en Europa.

## Reacciones

### Nacionales
El presidente de Malta, George Vella, hizo un llamamiento a la calma y la unidad, y pidió que se permita tiempo para que las instituciones trabajen, diciendo que "Malta merece algo mejor". El Presidente canceló una serie de compromisos, tanto a nivel local como en el extranjero, a la luz de la crisis nacional.
Los organismos y sindicatos constituidos emitieron varios llamamientos, algunos pidieron que Muscat renunciara y otros provocaron una reacción más mesurada pidiendo calma y madurez.
Michael Falzon, parlamentario del gobierno, acusó a las protestas de desestabilizar el país y la economía, acusando a los manifestantes de buscar derramamiento de sangre con sus boicots y protestas, con el objetivo de tener "otro mártir". El mismo diputado insistió en que la protesta del 2 de diciembre no fue una protesta sino una "sedición", mostrando una chaqueta que llevaba puesta esa noche con manchas de huevo. Dijo que estos artículos, así como bolsas de orina, estaban siendo arrojados por una mafia que incluía a dos miembros de la oposición. Los periodistas que asistieron a la protesta insistieron en que vieron a los manifestantes arrojar huevos, monedas, zanahorias y efectivo (falso) a los parlamentarios, pero no orina.
La ministra de Educación, Evarist Bartolo, en una serie de comentarios casi diarios, reiteró que "no era aceptable que las personas con dinero usen la política, los delincuentes para secuestrar el país". Otro diputado del gobierno, Silvio Schembri, insistió en que sus lealtades recaen en el Partido Laborista y no en ninguna otra institución.
El ministro del Interior, Michael Farrugia, insistió en que "comportamiento agresivo" y "lenguaje obsceno" no deben usarse durante las protestas. Farrugia enumeró una serie de incidentes violentos durante la protesta, incluyendo la lesión de un policía, amenazas, daños a los autos oficiales, el bloqueo de los autos oficiales por parte de los manifestantes, el lanzamiento de bolsas de orina a los parlamentarios, una protesta sentada en la Oficina del primer ministro y la herida de un soldado.
El candidato a la dirección del Partido Laborista Robert Abela afirmó que el único propósito de las protestas era la provocación. La eurodiputada de la oposición, Roberta Metsola, respondió que "la provocación está asesinando a sus críticos, permitiendo que la mafia se haga cargo, protegiendo a los criminales durante años, saqueando a nuestra nación. La provocación está enviando al ejército a una docena de activistas, barricando espacios públicos [y] dirigiendo viles campañas de desinformación". El eurodiputado de la oposición, David Casa, dijo que la idea de que Muscat debería aferrarse al poder era "una locura", que Malta estaba al borde del precipicio y que "un gobierno que asesina a sus propios ciudadanos no tiene absolutamente ningún lugar en la Unión Europea". Alex Agius Saliba insistió en que los activistas son "extremistas" con el objetivo de "desestabilizar el país". Agius Saliba pidió medidas para "poner fin a esta locura", diciendo que "el país no puede ser gobernado por unas pocas personas que establecen ellos mismos por encima de la ley ". Además, él también equiparó la desobediencia civil con anarquía.
El expresidente del Tribunal Supremo y exjuez del Tribunal Europeo de Derechos Humanos Vincent A. De Gaetano describió la situación como una "crisis institucional" en lugar de constitucional, ya que la crisis afecta a otros órganos y actores que no necesariamente emanan de la Constitución. tales como "la fuerza policial, los partidos políticos y la mirada de organismos reguladores y autoridades públicas y entidades que se siguen creando". De Gaetano insiste en que el presidente tiene el "deber moral" de actuar y denunciar cualquier cosa que esté erosionando la Constitución.
A medida que las protestas en Malta se intensificaron, los obispos de Malta y el obispo de Gozo apelaron por la unidad nacional, instando a las personas a "no caer en la trampa del odio, las mentiras y la violencia".
La Cámara de Comercio de Malta pidió al presidente Vella que sea "una fuerza que logre el equilibrio y la habilidad política durante estos tiempos difíciles", una llamada que se hace eco de eso de un experto en derecho constitucional.
Las autoridades gubernamentales continuaron retirando un monumento improvisado a Caruana Galizia frente a los tribunales de justicia , incluso unas horas después de que los manifestantes dejaran flores y fotografías. Cuando se les preguntó, los trabajadores que limpiaban el monumento simplemente afirmaron que estaban recibiendo "órdenes de arriba".

Los partidarios del Partido Laborista de base continuaron apoyando las decisiones de Muscat, con el socio principal de Nexia BT, la compañía que abrió las compañías de Panamá para Schembri y Mizzi, diciendo que Muscat es "el mejor que haya sido y que será".
Los medios de comunicación del Partido Nacionalista, Net News, informaron que Muscat estaba aislado en Europa, usando una foto borrosa de Muscat sentado solo en una mesa de conferencias en Bruselas. El periódico propiedad de la Unión General de Trabajadores, It-Torċa, luego usó fotos de Muscat con líderes de la Unión Europea de 2018 para implicar que Muscat fue bienvenido durante la cumbre de diciembre.

### Gira de despedida de Joseph Muscat
El 8 de diciembre de 2019, Muscat comenzó su "gira de despedida" de votantes laboristas, visitando simpatizantes en Naxxar, Żebbuġ y Paola. Insistió en que hizo lo que creía que era correcto, alegando haber "asumido la responsabilidad, tal vez más de lo que se necesitaba". El 15 de diciembre de 2019, Muscat visitó a sus partidarios en Gozo, diciendo que prometió su "apoyo incondicional" al próximo líder del PL, diciendo que si bien algunas protestas fueron "justas" y parte de su vida pública, otras protestas, como los dirigidos a las fuerzas armadas, fueron "injustos".

### Internacionales
La Unión Europea confirmó que enviaría una misión a Malta para investigar el estado de derecho en el país, haciendo referencia al caso de Caruana Galizia. La Presidenta de la Comisión de la UE, Ursula von der Leyen, dijo que la Comisión está siguiendo muy de cerca la situación en Malta. Una misión de investigación del Parlamento Europeo (PE) solicitó la renuncia inmediata de Muscat, con su principal eurodiputado diciendo que "no estaba segura", alegando que la confianza entre la UE y Malta fue seriamente dañada y que Muscat no había disipado sus preocupaciones. El Comisionado de Justicia de la UE, Didier Reynders, citó su "gran preocupación" sobre Malta. La UE también presionó a Malta para acelerar sus reformas judiciales.
Se espera que el PE acumule más presión sobre la Comisión, con un proyecto de moción para que los eurodiputados "expresen su pesar de que la Comisión Europea en los últimos años se haya abstenido de tomar medidas concretas hacia el gobierno [maltés]", con los desarrollos en Malta en Los últimos años han dado lugar a "amenazas graves y persistentes al estado de derecho, la democracia y los derechos fundamentales".
El eurodiputado Sven Giegold pidió a la UE que inicie procedimientos de suspensión contra Malta en virtud del artículo 7 del tratado sobre la Unión Europea, y recomendó la apertura de una investigación sobre el estado de derecho y varias decisiones políticas tomadas por el gobierno de Muscat. Según los informes, la Comisión consideró que esta opción era una opción viable para la situación maltesa.
El presidente del Parlamento Europeo, David Sassoli, transmitió una carta de la misión de la UE en Malta a los líderes europeos instándoles a adoptar una postura sobre Malta tras los hallazgos "alarmantes" realizados por la misión a principios de diciembre, con la carta pidiendo la renuncia inmediata de Muscat. El jefe del Partido Popular Europeo, Manfred Weber, insistió en que era un "gran escándalo" que Muscat permaneciera en el cargo, diciendo que debería haber renunciado de inmediato.
El ministro europeo de Asuntos Tytti Tupparainen dijo que estaba preocupada por el estado de situación de la ley en Malta. El primer ministro neerlandés, Mark Rutte, dijo a los periodistas que había tenido "una larga conversación" con Muscat, y enfatizó "que, a la espera de su partida como primer ministro, es importante que se separe su oficina en Malta y se siga procesando [el asesinato] está garantizado, que esto es crucial". Muscat le aseguró a Rutte que "este era el caso", y Rutte dijo que "ahora tratará de vigilar esto tanto como sea posible". Sin embargo, Charles Michel, presidente del consejo de la UE, dijo que la investigación del asesinato de Caruana Galizia no se discutió durante la cumbre de dos días en diciembre de 2019.
La directora de Reporteros sin Fronteras del Reino Unido, Rebecca Vincent, subrayó la falta de responsabilidad política en Malta en torno al caso, así como los problemas relacionados con el estado de derecho y la libertad de expresión.
Carlo Bonini, un experto en mafia italiano y autor de un libro sobre las investigaciones realizadas por Caruana Galizia, describió a Malta como un "estado mafioso que revela cómo las democracias pueden degenerar".